# Carl-Eduard von Seth
Carl-Eduard von Seth, född 19 december 1895 på Osbyholms slott, Malmöhus län, död 25 juni 1976, var en svensk ingenjör. Han var bror till Rutger von Seth.
Carl-Eduard von Seth, som var son till major Eduard von Seth och Anna Theresia Wahlberg, avlade studentexamen i Ystad 1914, utexaminerades från Kungliga Tekniska högskolan 1919 och var nämnda högskolas USA-stipendiat 1922. Han var anställd vid AB Öresundsvarvet i Landskrona 1919–1920, varvsingenjörsassistent vid Kockums Mekaniska Verkstads AB 1920–1921, konstruktör vid Sun Shipbuilding Company i Chester, Pennsylvania, 1922, assistent där 1923–1935, blev chef för planeringsavdelningen vid Kockums Mekaniska Verkstads AB 1935, var överingenjör där 1940–1957 och huvudredare vid Malmö tankrederi 1957–1960. Han var medarbetare i Svensk uppslagsbok (signaturen v. S.) och utgav historiken Kockums Mekaniska Verkstads AB Malmö 1840–1940 (1940).